# ويل توملينسون
ويل توملينسون (بالإنجليزية: Will Tomlinson)‏ مواليد 13 يونيو 1986 في أستراليا، هو ملاكم محترف أسترالي يصنف ضمن فئة وزن الريشة.

## إحصائيات
خاض خلال مسيرته 27 نزالا، فاز في 24 وتعادل في 1 وخسر في 2. فاز بالضربة القاضية في 13 نزالا.

## روابط خارجية
- ويل توملينسون على موقع بوكس ريك (الإنجليزية) (registration required)